# 草率处决

弗朗西斯科·戈雅油画《1808年5月3日的枪杀》，描绘了马德里五月二日起义西班牙人被法国军队草率处决的情景。

草率处决（summary execution）又譯簡易處決，指的是一个被指控为犯罪的人得到未经过充分及公正审判的权益而被立即处决。作为即决裁判结果的处决（例如战地军事审判）有时候也被包含进来，但这一术语通常指的是在一个非常短的时期内同时完成抓获、控告及处决这一系列程序，而不经过任何公平公正公开之审判。在国际法下，在战斗中拒绝接受合法投降并且杀害投降者（杀无赦）也被归类为一种草率处决（谋杀也是）。
草率处决在警察、军队以及准军事部队组织中被实践，常常被与游击战、反叛乱、恐怖主义以及其他涉及破坏正常处理控告犯人、公民或军队的程序的情况联系起来。

## 軍事審判
於軍事審判下，草率處決幾乎在所有情形下皆是違法的，唯有適格的軍法官在軍事法庭內判定有罪並且處以死刑才算合法正當。

### 戰爭罪犯
許多諸如《日內瓦公約》及《海牙公約》的國際條約與國際習慣法皆維護那些遭俘獲的正規、不正規敵軍及平民。戰俘必須被謹慎地對待並且絕對不允許被草率處決，亦即《日內瓦公約》內的《第二附加議定書》所述：
對犯有罪行的人，除遵照具備獨立和公正的主要保證的法院定罪宣告外，不應判刑和處罰。

－《1949年8月12日日內瓦四公約關於保護非國際性武裝衝突受難者的附加議定書》（1977），第六條第二款